# Escoriaza
Escoriaza (oficialmente en euskera: Eskoriatza) es un municipio español de la provincia de Guipúzcoa, País Vasco. Tiene una población de 4087 habitantes (INE 2018).

## Toponimia
En euskera eskoria tiene el mismo significado que en castellano tierra negra, es decir, un tipo de suelo de gran calidad para el cultivo de cereales, rico en humus y con presencia de restos cerámicos. Al parecer esas eran las características del suelo en la parte del valle de Léniz que formó este municipio, por lo que dicha parte del valle era conocida como Escoriaza. El sufijo -za es un sufijo abundancial en euskera. 
Existe otra teoría diferente que hace derivar el nombre del municipio del de la antigua fortaleza de Aitzorrotz, situada en su término y que en documentos medievales aparece escrita como Axcorrocia. Y en francés es "Scario", es decir, "La Roca".
Tradicionalmente el nombre ha solido ser transcrito como Escoriaza, de acuerdo a la ortografía del castellano. Con la creación de una ortografía y gramática unificada del euskera en la segunda mitad del siglo XX, el nombre del municipio comenzó a ser transcrito como Eskoriatza. En 1980 el municipio adoptó como única denominación oficial Eskoriatza, que a su vez fue publicada en el BOE el 22 de abril de 1989, siendo por tanto actualmente la única denominación oficial de este municipio.
A nivel dialectal y principalmente al hablar en euskera, en la comarca del Alto Deva se suele llamar a esta localidad Eskoitza, que es una forma sincopada de Escoriaza.
El gentilicio es escoriazano/a.

## Historia
El término municipal de Escoriaza tiene una extensión de 40,41 km² y actualmente alrededor de 5300 habitantes. Las primeras referencias escritas sobre el territorio del actual municipio se remontan al siglo XII y hacen mención del castillo de Aitzorrotz, desde el cual se dominaba una amplia zona del entonces Valle de Léniz. La organización territorial de este valle sufrirá modificaciones en los siglos posteriores; así, Mondragón en 1260 y Salinas de Léniz en 1331 se separarán del mismo, quedando con la denominación Valle de Léniz únicamente Arechavaleta y Escoriaza junto con sus respectivas anteiglesias o barrios rurales.
En 1497 el Valle de Léniz se incorpora a la Hermandad de Guipúzcoa y en 1631 el valle se divide en dos municipios independientes: Arechavaleta con ocho anteiglesias y Escoriaza con siete: Apotzaga, Bolibar, Gellao, Marin, Mazmela, Mendiola y Zarimutz.

## Demografía
Escoriaza cuenta con una población de 4241 habitantes (INE 2024).
| Gráfica de evolución demográfica de Escoriaza entre 1842 y 2021                                                     |
| |
| Población de derecho según los censos de población del INE Población de hecho según los censos de población del INE |

## Economía
Las cerraduras TESA tiene sus orígenes en Escoriaza, siendo su nombre la abreviatura de Talleres de Escoriaza Sociedad Anónima. En 1970 TESA trasladó su sede central a la localidad de Irún. Los patés Zubia también son de Escoriaza.
Según el CIVEX las siguientes empresas industriales del municipio superan los 50 trabajadores en plantilla:
- Alza: menaje para hogar.[4]
- Ezcurra-Esko: cerraduras.[5]
- Fagor Automation: en Escoriaza está una de las 4 plantas productivas de esta empresa cooperativa del Grupo Mondragón. La planta de Escoriaza está especializada en sistemas de captación lineal y rotativo para el sector de la máquina-herramienta.[6]
- Fagor Ederlan: empresa cooperativa del Grupo Mondragón que se dedica a la fabricación de componentes para el sector de la automoción. Tiene implantación multinacional y más de 3000 trabajadores a nivel mundial y en 2009 facturó 541 millones de euros. En Escoriaza están las oficinas centrales del grupo, una planta de inyección de aluminio de la unidad de negocio powertrain (piezas de motor y transmisión) y una planta de fundición de la unidad de negocio chassis para fabricación de piezas de chasis.[7]
- Fagor Electrodomésticos: empresa cooperativa del Grupo Mondragón. En Escoriaza posee una de sus múltiples plantas de producción.[8]
- Hemen-Garbiketak: empresa de limpieza[9]

## Administración y política

### Gobierno municipal
En las elecciones municipales de 2003, la candidatura Kontzejupe, afín a la ilegalizada Batasuna, no pudo presentarse a las elecciones al ser también ilegalizada e hizo campaña en favor del voto nulo, votando a favor de dicha candidatura con papeletas no válidas. Según la web del Ayuntamiento,  su apoyo llegó al 24,7 % del voto, pero todo él fue contabilizado como voto nulo, por lo que no obtuvo ningún acta de concejal.
En las elecciones autonómicas de 2005, la candidatura más votada fue la coalición nacionalista PNV-EA con el 42,9 % de los votos; seguida de EHAK, candidatura afín a la ilegalizada Batasuna que cosechó un 21,7 % del voto. En tercer y cuarto lugar los dos grandes partidos españoles, el PSE-EE/PSOE con el 16,8 % del voto y el PP con el 6,5 %. Ezker Batua Berdeak obtuvo el 6,2 % del voto y Aralar el 4,4 %.
| Partido político                                              | 2023  | 2023       | 2019  | 2019       | 2015  | 2015       | 2011  | 2011       | 2007  | 2007       | 2003    | 2003       |
| Partido político                                              | %     | Concejales | %     | Concejales | %     | Concejales | %     | Concejales | %     | Concejales | %       | Concejales |
| Euskal Herria Bildu (EH Bildu)-Bildu                          | 59,92 | 7          | 33,45 | 4          | 30,42 | 4          | 48,31 | 6          | —     | —          | —       | —          |
| Euzko Alderdi Jeltzalea-Partido Nacionalista Vasco (EAJ-PNV)  | 30,22 | 4          | 47,75 | 6          | 41,21 | 5          | 11,85 | 1          | 15,09 | 2          | 32,9    | 6          |
| Agrupación de Anteiglesias de Escoriaza (EEE-AAE)             | —     | —          | 9,30  | 1          | 11,69 | 1          | 13,85 | 2          | 11,80 | 1          | 9,20    | 1          |
| Elkarrekin Podemos-Irabazi-Ezker Batua-Berdeak (EB-B)         | 4,24  | 0          | 4,27  | 0          | 8,70  | 1          | 8,56  | 1          | 8,91  | 1          | 12,50   | 2          |
| Partido Socialista de Euskadi-Euskadiko Ezkerra (PSE-EE PSOE) | 4,05  | 0          | 4,23  | 0          | 6,61  | 0          | 11,59 | 1          | 12,86 | 1          | 13,90   | 2          |
| Eusko Abertzale Ekintza-Acción Nacionalista Vasca (EAE-ANV)   | —     | —          | —     | —          | —     | —          | —     | —          | 32,81 | 4          | —       | —          |
| Eusko Alkartasuna (EA)                                        | —     | —          | —     | —          | —     | —          | —     | —          | 14,89 | 2          | Con PNV | Con PNV    |

### Organización territorial
Las anteiglesias son antiguas aldeas que quedaron adscritas a la localidad de Escoriaza, cuando se formó la Universidad de Escoriaza en 1630. De hecho las anteiglesias son anteriores en su existencia al casco urbano del pueblo. A lo largo de la historia han mantenido una fuerte personalidad propia; así por ejemplo constituyen todavía parroquias diferentes a Escoriaza. En la actualidad el crecimiento del núcleo urbano del municipio, unido al despoblamiento de las anteiglesias, las ha convertido en pequeños barrios rurales que suman algo más del 11 % de la población del municipio y han perdido importancia en el conjunto del municipio. Sin embargo, la mayor parte del término municipal de Escoriaza es territorio de las anteiglesias. Las siete anteiglesias de Escoriaza son:
- Apotzaga: 64 habitantes
- Bolibar: 106 habitantes
- Gellao: 25 habitantes
- Marin: 54 habitantes
- Mazmela : 77 habitantes
- Zarimutz: 62 habitantes
- Mendiola:

Las anteiglesias tienen su propio alcalde de barrio, y en las últimas elecciones municipales lograron un acta de concejal para la Asociación de Anteiglesias, que representa los intereses de estos núcleos rurales dentro del municipio.

## Cultura

### Fiestas y eventos
Enero
5 de enero – Cabalgata de Reyes.
Febrero
5 de febrero – Día de Santa Águeda 
Urdelardero- Jueves Gordo (jueves anterior al sábado de carnaval)
Mayo
Primer domingo de mayo: Romería de la ermita de Santa Cruz y día de Aitzorrotz.
Junio
Primer sábado de junio: feria avícola, alimentaria, artesanal y agrícola. Ferixie
23 de junio: hoguera de víspera de San Juan.
24 de junio: fiestas de San Juan en la anteiglesia de Mendiola.
28,29 y 30 de junio y 1 de julio: fiestas patronales de Escoriaza, San Pedro.
29 de junio: fiestas de San Pedro en la anteiglesia de Zarimutz.
Julio
22 de julio: fiesta de Sta. María Magdalena en la anteiglesia de Marin.
Agosto
15 de agosto: Fiesta de Andra Mari en la anteiglesia de Gellao.
24 de agosto: fiesta de San Bartolomé en la anteiglesia de Mazmela.
Septiembre
Segundo fin de semana: fiestas de los barrios de San Pedro e Intxaurtxueta
29 de septiembre: fiestas de San Miguel en la anteiglesia de Apotzaga.
29 de septiembre: fiestas de San Miguel en la anteiglesia de Bolibar.
Diciembre
13 de diciembre: Fiesta de Santa Lucía en el barrio de Lete.
24 de diciembre: fiestas de Navidad y Olentzero.
31 de diciembre: Silbestradie. Manuel Muñoz Saria (carrera popular de fin de año)

### Aitzorrotz
Monte que domina el valle del Alto Deva 736 metros.
Atxorrotx aparece ya mencionado como Aitzorrotz, Aizçorroz o Aitz Çorriz en documentos medievales, y como su propio nombre indica es una peña aguda. Se encuentra en la anteiglesia de Bolívar en Escoriaza, en la comarca del Alto Deva (Guipúzcoa), cerca de la frontera con Álaba y Vizcaya.
Tiene una gran riqueza natural y una gran diversidad paisajística. Esto es, es una zona muy interesante desde el punto de vista de la biodiversidad, al ser de una gran naturalidad y ser numerosas las especies protegidas animales y vegetales presentes en la zona.
Sin embargo, lo que de verdad destaca en este paraje natural es el castillo de la Edad Media, lo que hoy en día es la zona arqueológica del castillo de Aitzorrotz, designado monumento por el Gobierno Vasco en 2012. Las primeras referencias documentales del castillo de Aitzorrotz datan del siglo XII, de cuando se nombran los tenentes navarros que estaban al cargo de la fortaleza. 
Hasta el siglo XII, Guipúzcoa fue una tenencia gobernada desde Aitzorrotz, pero en 1199 Sancho el Fuerte dividió la tenencia en dos (Guipúzcoa y San Sebastián), y si ello fuera poco, Alfonso VIII de Castilla atacó el reino de Navarra desde Pancorbo, sitió Vitoria y ocupó las plazas defensivas de Guipúzcoa, Duranguesado y Álava. La conquista castellana y la desaparición de las tenencias hicieron que se fortaleciera el feudalismo de oñacinos y gamboínos.
En los documentos de la época en que el monarca castellano Enrique IV anduvo atacando a los parientes mayores vuelven a aparecer referencias sobre el castillo de Aitzorrotz. La última referencia que se tiene del castillo data de 1463. Aunque no esté documentada ninguna ocupación militar en los siglos XVI-XVII, la punta de una pica encontrada en el yacimiento nos hace pensar que en aquella época pudo existir una ocupación militar.
Puede que durante la guerra napoleónica también estuviera ocupada, pues dentro de la ermita de la Santa Cruz situada encima del yacimiento han aparecido algunas palabras en francés. Según Pablo Gorosabel, el castillo se volvió a utilizar durante las primeras carlistadas. Así mismo, menciona que se encontraron restos de armas y algunas monedas de época romana.
Para finalizar, en las excavaciones arqueológicas realizadas en 1968 y 2009 aparecieron trincheras y vainas de bala de la guerra civil.
La fortaleza de Aitzorrotz se encuentra en una cima que ofrece una panorámica excepcional para el control. Para entrar a la fortaleza hay un sendero abierto aprovechando la roca natural, que servía para fortalecer el sistema defensivo. Para proteger la entrada de este tipo de castillos frecuentemente existían torres de madera. Sin embargo, en Aitzorrotz no se han podido encontrar restos que confirmen dicha existencia.
Una vez cruzado el camino de entrada, la fortaleza se divide en dos espacios separados por la roca: la de abajo, junto a la entrada, y la de arriba, que ocupa las zonas principales del castillo. Se puede pensar que dicha organización en dos niveles se realizó con el objetivo de mejorar la función defensiva. Así, en la parte de abajo habría, seguramente, alojamientos para los vigilantes; y en el recinto principal superior -esto es, en el lugar que ocupa la ermita-, el aljibe y la torre principal.